# Großhabersdorf
Großhabersdorf es un municipio situado en el distrito de Fürth, en el estado federado de Baviera (Alemania), con una población a finales de 2016 de unos 4132 habitantes.
Se encuentra ubicado en la zona centro-noroeste del estado, en la región de Franconia Media, a poca distancia de la ciudad de Núremberg y del canal Rin-Meno-Danubio.